# Ennery (Mosela)
Ennery é uma comuna francesa na região administrativa do Grande Leste, no departamento de Mosela. Estende-se por uma área de 7.24 km², e possui 2.083 habitantes, segundo o censo de 2018, com uma densidade de 290 hab/km².